# 许闻天
許聞天（1902年1月24日—1982年6月17日）。江蘇省溧阳縣人。民國37年（1948年）在江蘇省第二選區當選第一屆立法委員。中華民國、中华人民共和国政治人物，曾任政务院参事，中国国民党革命委员会中央委员会委员。

## 生平[1][2]
- 小學教員
- 曾加入共產青年團員
- 中國國民黨中央組織總部科長兼專門委員
- 宜興縣縣長
- 江蘇省政府秘書長
- 民國37年，當選立法委員，曾出席第一屆立法院第一會期內政及地方自治委員會、社會委員會、勞工委員會
- 1954年，当选第一届全国人民代表大会代表[3]